# Gasztonyi Kálmán
Gasztonyi Kálmán (Budapest, 1964. június 15. –) magyar festőművész.

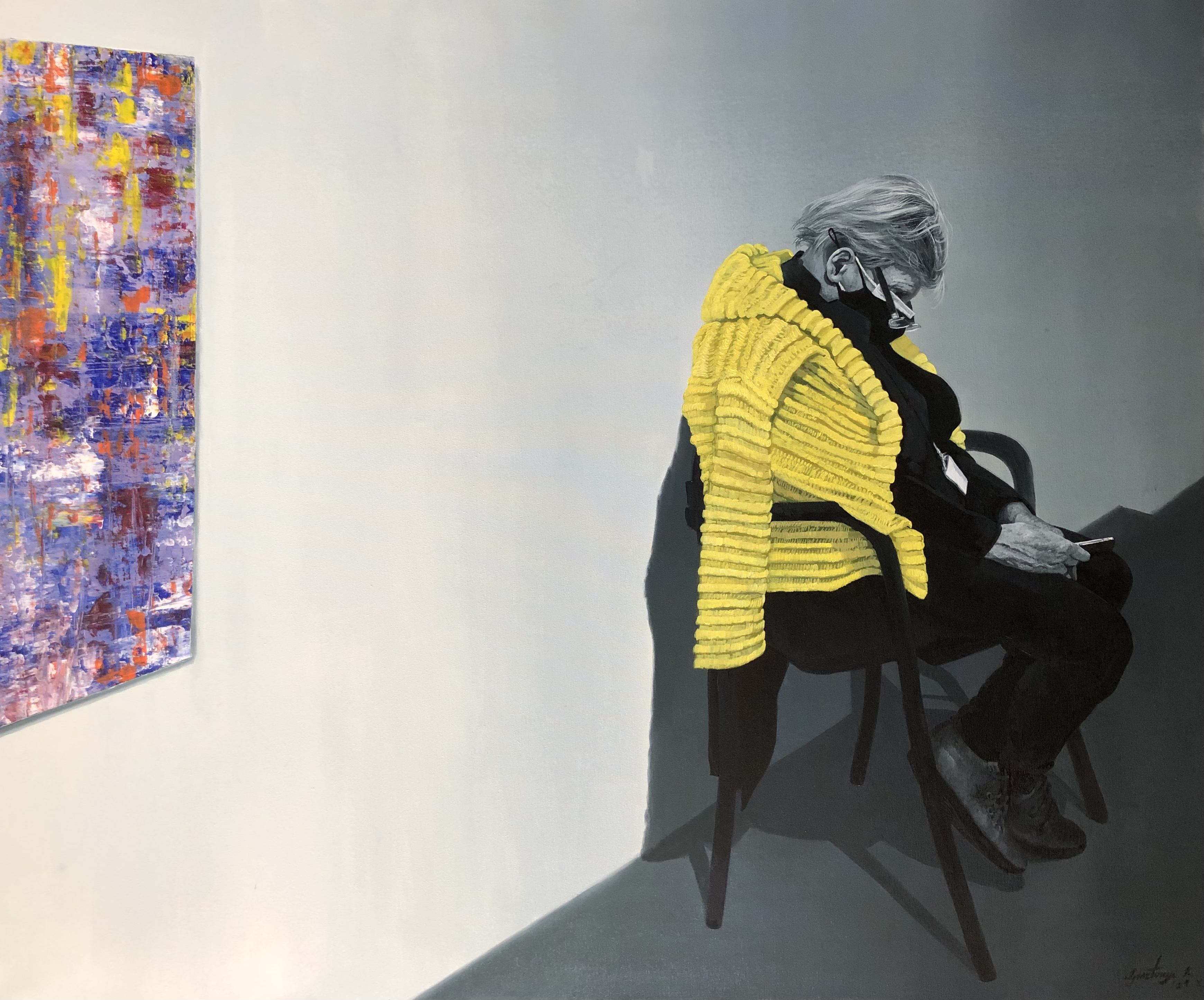
Gasztonyi Kálmán

## Életpályája
Harmadik gyermekként született. Szülei Dr.Gasztonyi Kálmán vegyészmérnök, tanszékvezető egyetemi tanár (1928-2017) és Dr.Gasztonyi Kálmánné, született: Boruzs Magdolna nyelvtanár, főiskolai adjunktus (1931-2011). Testvérei: Nagyné dr. Gasztonyi Magdolna (1956-) és Weglárzné dr. Gasztonyi Katalin (1959-). Házas: Gasztonyi-Halász Vera (2024). Gyermekei: Gasztonyi Kálmán (1985-) Gasztonyi Lilla Melinda (Lilla M Riedl 1989-) Gasztonyi Emília (2009-) Végzettsége szerint: mélyépítő üzemmérnök, YMÉMF, 1985 Szellemi szabadfoglalkozású festőművész 1992.februárjától. Mesterei: Nagy János festőművész Wessely Tibor Artex, osztályvezető

## Művészeti pályája
Elsős gimnazistakánt festett először olajfestékkel, mellyel első mestere Nagy János festőművész, gimnáziumi tanára ismertette meg. 1984-ben, az ARTEX vállalat képexport osztályát vezető Wessely Tibor volt az, aki második mestere lett. Itt alkalma volt az olajfestés mesterségét megismerni, illetve innen jutottak el első alkotásai külföldi galériákba. 
Az YMÉMF főiskola elvégzése után az építőipari kivitelezésében kezdett dolgozni, de közben folyamatosan festett és képezte magát. 1992-ben pályát módosított, akkor vált hivatásos alkotóvá.  
Közel húsz évig szinte kizárólag megrendelésekre dolgozott, melyeket magas szakmai színvonalon teljesített. Közben jutott idő kiállításokra, -hazai és külföldi megjelenésekre is, ill. tanulmányutakra -Ausztriába, Hollandiába, Németországba, Svájcba. Mestere Wessely Tibor halála után, 2009-ben kezdett el tanítani.  
2015-től A Zsilip Art Center művészeti vezetője és tanára volt, 2022 decemberéig. 
Jelenleg is fontosnak tartja a festészet terén megszerzett tapasztalatait átadni, foglalkozásokon és festőtáborokban. A tanítás lehetősége feloldja a megrendelések kizárólagos kényszerét, így azóta szabadon szárnyalhat és csak saját képzelete szab határt festészetének. Saját bevallása szerint -korszakai csak kezdődnek, de soha nem végződnek, hanem párhuzamosan jelen vannak művészetében. 
Ars poeticája nem változott az elmúlt harminc évben. "Egy festmény kvalitását, annak egyedisége, jelentéstartalma és elkészítésének magas szakmai színvonala adja."

## Fontosabb művei
- Ady Endre portréja, Ady Endre Általános iskola, Budapest, XVIII.k.
- Két festménye a müncheni Dresdner Bank auláját díszíti
- A Nemzetközi Kajak-Kenu Szövetség egykori elnökéről, Sergio Orsiról készített portréja Firenzében található
- A budapesti Deák téri Evangélikus Múzeum tulajdonában van Ordas Lajos teológiaprofesszort ábrázoló festménye
- a sziráki Teleki-Degenfeld kastélyban négy portréja található: Teleki László gróf és Teleki Pál gróf portréja; Rex Maughan üzletember és feleségének portréja
- A budapesti Evangélikus Kollégium közösségi termében Dr. Balogh János ökológus professzorról készült arcmása függ
- A budapesti La Fabbrica étteremben egy 25 m2-es seccoja díszíti a nagytermet

## Egyéni kiállításai
- 1993: München
- 2006: Balassi Bálint Gimnázium
- 2008: Vándorfény Galéria, Kossuth Lajos utca
- 2015: Budapest, Bálint Ház
- 2016: Zsilip Art Center
- 2017: OTP Bank Galéria, Budapest
- 2018: Pipacs galéria, Telki
- 2019, 2021: Teleki borászat, – borral festett képek (vinorell) Magyarországon elhelyezett óriásplakátok, reklámfelületek, országos kereskedelmi TV-csatornák
- 2020: Zugló, Közösségi Ház

## Csoportos kiállításai
- 2008- napjainkig: SolArt Galéria, Neves Kor – Társ Galéria, Vándorfény Galéria, Aranyhíd galéria, "ex-Képcsarnok" Szőnyi István Galéria, Miskolc, Pro-Art Galéria, Miskolc
- 2009: Budapest, Radnóti Miklós Emlékkiállítás
- 2010-2014: Budapest, d2 Galéria
- 2011: Debreceni Egyetem, Debreceni Református Nagytemplom
- 2012: Zürich, Nemzetközi Kiállítás- és Vásár
- 2014: Budapest, Symbol Art Galéria, Jancsó Art Galéria (folyamatosan), Siófok, Kálmán Imre Kulturális Központ, Budapest  József Attila Színház
- 2019: Miskolc, "Ex Képcsarnok" Szőnyi István Galéria, Kamarás Mátéval együtt.
- 2019: London, Grand Designs Live, Tacchini team
- 2020: Titok Galéria, Bors Györgyivel közösen
- 2021: Hongkongi Fiatal Képzőművészek Nemzetközi Szövetsége (HIYA) által kiírt nemzetközi festészeti verseny – A new and different world – III. díj, Hong Kong, Kína
- 2021: Fiestalonia Milenio – Dali’s Mustache- nemzetközi pályázat, II. díj, Madrid, Spanyolország
- 2021: The Holy Art Gallery, Revolution: Art & Change, London, UK
- 2021: The 53rd Art Exhibition – Conference Haus Park, State Island, New York, USA
- 2021- Hozzáadott érték – VOKE Arany János Művelődési Ház-MÁV Galéria- (BoGart), Győr
- 2021- Egri utcafesztivál (BoGart)
- 2021- Valóság-Vetületek, Lőrincz Krisztinával, TITOK Galéria, Budapest
- 2022- Klasszikustól az absztraktig – Kossuth Lajos Művelődési Ház és Könyvtár (BoGart), Nagyrábé
- 2022- Stílusok, harmóniák – VOKE Egyetértés Művelődési Központ- (BoGart), Debrecen
- 2022- 19.évi művészeti kiállítás – ArtLab- Sung Harbor Kulturális Központ és Botanikus Kert, State Island, New York, USA